# Koroška osrednja knjižnica dr. Franca Sušnika
Koroška osrednja knjižnica dr. Franca Sušnika je osrednja splošna knjižnica s sedežem Na gradu 1 (Ravne na Koroškem); ustanovljena je bila leta 1949.
Poimenovana je bila po Francu Sušniku. Ima dislocirane enote: Knjižnica Črna na Koroškem, Knjižnica Žerjav, Knjižnica Mežica, Knjižnica Prevalje, Knjižnica Kotlje,  Izposojevališče Leše ter Oddelek za otroke in mladino, imenovano Pionirska knjižnica Leopolda Suhodolčana .